# Dhanbád
Dhanbád (hindsky धनबाद) je průmyslové město v Džhárkhandu, jednom ze svazových států Indie. K roku 2011 měl zhruba 1,1 miliónu obyvatel a byl správním střediskem stejnojmenného okresu.

## Poloha
Centrum Dhanbádu leží přibližně deset kilometrů severně od toku Dámódaru, pravého přítoku řeky Huglí v povodí Gangy. V rámci Džhárkhandu je Dhanbád položen v jeho severovýchodní části – jeho okres na jihu hraničí se Západním Bengálskem. Od Kalkaty, hlavního města Západního Bengálska, je Dhanbád vzdálen jen zhruba 280 kilometrů.